# Železniška proga Beograd–Bar
Železniška proga Beograd–Bar ( srbsko Пруга Београд–Бар, latinizirano: Pruga Beograd–Bar) je železnica, ki povezuje srbsko prestolnico Beograd z mestom Bar, glavnim pristaniščem v Črni gori .
Proga Beograd–Bar je železniška proga standardne širine, dolga 476 km; od tega 301 km železnice poteka skozi Srbijo, 175 km pa skozi Črno goro. V celoti je elektrificirana z izmenično napetostjo AC 25 kV, 50 Hz. Poteka skozi 254 predorov skupne dolžine 114.435 m in več kot 435 mostov (skupna dolžina 14.593 m). Najdaljši predori so "Sozina", 6,17 km, in "Zlatibor", 6,169 km. Največji in najbolj znan most je viadukt Mala Rijeka, ki je dolg 498 m in se pne 198 m nad nivojem tal.
Najvišja točka železnice je na 1.032 m nad srednjo gladino morja, pri mestu Kolašin. Železnica se pri Podgorici na razmeroma kratki razdalji spusti do 40 m nadmorske višine, zato je naklon na tem odseku 25 ‰ .
Krajši 9 km odsek železnice dejansko poteka skozi Bosno in Hercegovino, blizu mesta Štrpci; tam se ustavijo trije vlaki dnevno v vsako smer (čeprav običajno ni prisotne mejne policije).
Ko je bila proga v poznih sedemdesetih letih dvajsetega stoletja dokončana, je vlak za pot od Beograda do Bara potreboval približno sedem ur. Danes pot zaradi hitrostnih omejitev traja 11 ur, saj železnica brez temeljite obnove ne more varno vzdrževati predvidenih hitrosti.

## Galerija slik
- JŽ serija 461 v bližini postaje Vranjina.
- V bližini postaje Bioče.
- Nekdanji črnogorski JŽ serije 461 vozi skozi postajo Virpazar
- JŽ serije 441 na postaji Vrbnica na meji med Srbijo in Črno goro.

## Zgodovina
Odločitev o izgradnji železniške povezave med Beogradom in Barom je bila sprejeta leta 1952 kot nacionalni projekt Socialistične federativne republike Jugoslavije, gradnjo pa so predali republikam SR Srbiji in SR Črni gori, preko katerih ozemlja je železnica tudi dejansko potekala. 
Železnico so gradili po odsekih:
- Resnik – Vreoci leta 1958
- Podgorica – Bar leta 1959
- Vreoci – Valjevo leta 1968
- Valjevo – Užice leta 1972
- Užice – Podgorica leta 1976

Gradbena dela so bila zaključena 27. novembra 1975 z vključitvijo železniških tirov južno od Kolašina . Železnica je bila odprta 28. maja 1976. Elektrifikacija je bila končana konec leta 1977.
Vzdrževanje železnice Beograd–Bar je v devetdesetih letih prejšnjega stoletja trpelo zaradi kroničnega pomanjkanja sredstev, zaradi česar je proga propadala in postajala nevarna. To je doseglo vrhunec z iztirjenjem na Biočah, ko je iztiril potniški vlak, pri čemer je umrlo 47 potnikov. Temeljita rekonstrukcija železnice je sedaj ena izmed prioritet upravljalcev.
Srbski del železnice je bil med bombardiranjem leta 1999 večkrat tarča Nata; pri tem so posamezne dele resneje poškodovali. Tudi manjši del, ki poteka skozi Bosno in Hercegovino, so razstrelile kopenske sile SFOR. Vse te poškodbe so kasneje popravili. 
Srbija je leta 2016 na svojem ozemlju začela s temeljito obnovo celotnega odseka. Cilj je, da bo proga lahko podpirala največjo hitrost 120 km/h, kot je bilo prvotno zasnovano. Prvi odsek od Beograda do Valjeva, ki predstavlja 27 % srbskega dela proge, je bil predviden za dokončanje poleti 2017. 

## Popularnost kot turistična železnica
Zaradi slikovitosti pokrajine, skozi katero poteka železnica, ter množice mostov in predorov, jo je CNN leta 2023 umestil med najbolj zanimive železnice v Evropi.